# Allibereu Willy 2
Allibereu Willy 2 (títol original: Free Willy 2: The Adventure Home) és una pel·lícula de 1995, dirigida per Dwight H. Little, i produïda per Warner Bros sota la seva divisió d'entreteniment familiar. Es tracta d'una seqüela de la pel·lícula de 1993 Allibereu Willy, també protagonitzada per Keiko, Jason James Richter i August Schellenberg. Ha estat doblada al català.

## Argument
Ja han passat dos anys des que Jesse va salvar i va alliberar a l'orca Willy. A Jesse, ara adolescent, l'han adoptat Glen i Annie Greenwood. Jesse i els seus pares adoptius s'estan preparant per anar de càmping en família a una illa al nord-oest del Pacífic. No obstant això, abans de sortir de la ciutat, Dwight, antiga treballadora social de Jesse, apareix per informar-los que han trobat a Nova York a la seva mare biològica, que el va abandonar vuit anys enrere, però que aquesta ha mort, deixant enrere un altre fill, un nen de 8 anys anomenat Elvis (Francis Capra), germanastre de Jesse. Elvis és irascible, excessivament loquaç i entremaliat, propens a dir mentides i posa nerviós a Jesse amb molta facilitat. La família el convida al seu viatge a illa San Juan perquè ell i Jesse puguin arribar a conèixer-se.
A l'institut del medi ambient de l'illa, Jesse es retroba amb el seu vell amic natiu americà Randolph Johnson (August Schellenberg), i ràpidament s'enamora de la seva atractiva i amable fillola, Nadine (Mary Kate Schellhardt). Mentrestant, el ressentiment i la falta de respecte del petulant Elvis segueix sent un problema per Jesse. Amb cautela, ell comença a mostrar el seu interès per Nadine, i a mesura que els adolescents s'acosten, Jesse ajuda a Nadine a fer-se amiga de Willy i dels seus germans orques, Lluna i Little Spot, en part, utilitzant la natació sincronitzada.
Ells gaudeixen del viatge, tot i l'angoixa d'Elvis causa de la seva infeliç infantesa, fins que un vaixell petrolier s'encalla i vessa cru en l'oceà, atrapant a les tres orques en una petita cala. Quan es corre la veu que les orques estan atrapades i que Luna s'està morint pel petroli en els seus pulmons, el president de l'empresa petroliera (Jon Tenney) es desplaça a l'illa i anuncia un pla per portar les orques a captivitat on puguin recuperar-se de les seves lesions. El seu pla real, però, és vendre a les orques a parcs de mamífers marins.
Jesse, Nadine i Elvis aconsegueixen que les orques surtin de la cala i es traslladin a un lloc segur, robant l'embarcació de Glen. Però després esclata la cisterna i el cru de l'aigua s'incendia. El vaixell dels nens colpeja una roca i comença a enfonsar-se, mentre que Glen, Annie, i Randolph surten en la seva cerca a la barca de Randolph i demanen ajuda per ràdio. Un helicòpter rescata Nadine i Elvis, però els equips de rescat no aconsegueixen localitzar Jesse. Willy ve a ajudar abans de tornar amb la seva família de nou en una emocionant sèrie d'escenes.
Quan Nadine, Elvis i Jesse es retroben, sans i estalvis, Jesse saluda Elvis i Elvis comparteix històries de la seva mare amb Jesse, fent-li saber que ella ho volia. Glen i Annie decideixen adoptar també a Elvis, perquè els germans puguin romandre junts.

## Repartiment
- Jason James Richter: Jesse
- Orca Keiko: Willy
- August Schellenberg: Randolph Johnson
- Michael Madsen: Glen Greenwood
- Mary Kate Schellhardt: Nadine
- Elizabeth Peña: Kate Haley
- Jayne Atkinson: Annie Greenwood
- Jon Tenney: John Milner
- Steve Kahan: capità Nilson
- Mykelti Williamson: Dwight Mercer
- M. Emmet Walsh: Bill Wilcox
- Marguerite Moreau: Julie
- Joan Lunden: ella mateixa
- Paul Tuerpe: l'ajudant de Milner
- Francis Capra: Elvis

## Rebuda
Allibereu Willy 2 va rebre, majoritàriament, una barreja de crítiques negatives, i actualment té una puntuació de 36% en Rotten Tomatoes, basada en catorze opinions.

## Música
Michael Jackson va continuar la seva afiliació amb la franquícia de Allibereu Willy, produint i interpretant la cançó Childhood per a aquesta pel·lícula.
The Pretenders va interpretar Forever Young, escoltada en els crèdits finals, quan les orques finalment són alliberats en l'oceà.

## Títol
En les promocions del vídeo de la pel·lícula al Regne Unit, la pel·lícula es va titular simplement "Willy 2: The Adventure Home", presumiblement a causa de la premissa de la pel·lícula, ja que a diferència de la seva predecessora, Willy ja és alliberat.